# Hengeres borintóizom

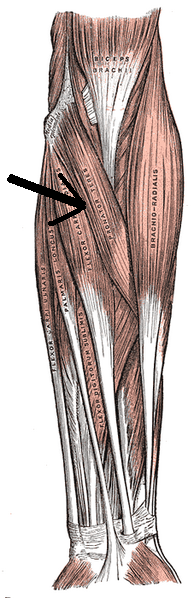
Az alkar izmai (a nyíl mutatja a hengeres borintóizmot)

A hengeres borintóizom (esetleg görgeteg csavaróizom, latinul musculus pronator teres) egy izom az ember alkarján.

## Eredés, tapadás, elhelyezkedés
Ez az izom két fejből ered és utána összefut egy izommá. A felkarcsonti fej a felkarcsont (humerus) belső könyökdudoráról (epicodylus medialis humeri) ered. A singcsonti fej a singcsont (ulna) processus coronideus-áról ered. Végül egybe futva az orsócsont (radius) külső középső részén tapad.

## Funkció
Befelé csavarja (pronatio) és hajlítja (flexio) az alkart (a könyöknél).

## Beidegzés, vérellátás
A nervus medianus idegzi be és az arteria ulnaris látja el vérrel. A két eredő feje között bukik a mélybe a nervus medianus. 